# Sabah Bizi
Sabah Bizi (Shkodra, 1946. november 13. – 2025. január 16.) válogatott albán labdarúgó, középpályás, edző.

## Pályafutása

### Klubcsapatban
1965 és 1968 között a Vllaznia, 1968 és 1971 között a Partizani labdarúgója volt. 1971-ben visszatért a Vllaznia csapatához, ahol 1982-ben fejezte be az aktív játékot. A Partizanival egy albán bajnoki címet és két kupagyőzelmet, a Vllazniával három-három bajnoki címet és kupagyőzelmet ért el.

### A válogatottban
1967 és 1976 között 15 alkalommal szerepelt az albán válogatottban és egy gólt szerzett.

### Edzőként
1986–87-ben a Veleçiku, 1995-ben a Vllaznia vezetőedzőjeként tevékenykedett. Ezt követően az Ada Velipojë ifjúsági csapatának az edzője volt.

## Sikerei, díjai
Partizani Tirana
- Albán bajnokság
  - bajnok: 1970–71
- Albán kupa
  - győztes (2): 1968, 1970

 Vllaznia
- Albán bajnokság
  - bajnok (3): 1970–72, 1973–74, 1977–78
- Albán kupa
  - győztes (3): 1972, 1979, 1981

## Statisztika

### Mérkőzései az albán válogatottban
| Albánia | Albánia            | Albánia                         | Albánia       | Albánia  | Albánia       | Albánia            | Albánia | Albánia        |
| #       | Dátum              | Helyszín                        | Hazai         | Eredmény | Vendég        | Kiírás             | Gólok   | Esemény        |
| ------- | ------------------ | ------------------------------- | ------------- | -------- | ------------- | ------------------ | ------- | -------------- |
| 1.      | 1967. április 8.   | Dortmund, Rote Erde Stadion     | NSZK          | 6 – 0    | Albánia       | Eb-selejtező       | -       |                |
| 2.      | 1967. november 12. | Belgrád, JNA Stadion            | Jugoszlávia   | 4 – 0    | Albánia       | Eb-selejtező       | -       |                |
| 3.      | 1967. december 17. | Tirana, Qemal Stafa Stadion     | Albánia       | 0 – 0    | NSZK          | Eb-selejtező       | -       |                |
| 4.      | 1970. október 14.  | Chorzów, Śląski Stadion         | Lengyelország | 3 – 0    | Albánia       | Eb-selejtező       | -       |                |
| 5.      | 1970. december 13. | Isztambul, Mithat Paşa Stadion  | Törökország   | 2 – 1    | Albánia       | Eb-selejtező       | -       |                |
| 6.      | 1971. február 17.  | Tirana, Qemal Stafa Stadion     | Albánia       | 0 – 1    | NSZK          | Eb-selejtező       | -       |                |
| 7.      | 1971. április 18.  | Bukarest, Köztársasági stadion  | Románia       | 2 – 1    | Albánia       | olimpiai selejtező | -       |                |
| 8.      | 1971. május 12.    | Tirana, Qemal Stafa Stadion     | Albánia       | 1 – 1    | Lengyelország | Eb-selejtező       | -       |                |
| 9.      | 1971. május 26.    | Tirana, Qemal Stafa Stadion     | Albánia       | 1 – 2    | Románia       | olimpiai selejtező | -       |                |
| 10.     | 1971. június 12.   | Karlsruhe, Wildparkstadion      | NSZK          | 2 – 0    | Albánia       | Eb-selejtező       | -       |                |
| 11.     | 1971. november 14. | Tirana, Qemal Stafa Stadion     | Albánia       | 3 – 0    | Törökország   | Eb-selejtező       | -       |                |
| 12.     | 1972. június 21.   | Helsinki, Olimpiai Stadion      | Finnország    | 1 – 0    | Albánia       | vb-selejtező       | -       |                |
| 13.     | 1972. október 29.  | Bukarest, Augusztus 23. Stadion | Románia       | 2 – 0    | Albánia       | vb-selejtező       | -       |                |
| 14.     | 1973. május 6.     | Tirana, Qemal Stafa Stadion     | Albánia       | 1 – 4    | Románia       | vb-selejtező       | 1       | 87'            |
| 15.     | 1976. november 3.  | Tirana, Qemal Stafa Stadion     | Albánia       | 3 – 0    | Algéria       | barátságos         | -       | Csapatkapitány |
|         | Összesen           |                                 |               | 15       | mérkőzés      |                    | 1       | gól            |